# Direcció general de Reclutament i Ensenyament Militar
La Direcció general de Reclutament i Ensenyament Militar (DIGEREM) és un òrgan directiu d'Espanya que depèn de la Subsecretaria de Defensa.

## Estructura
De la Direcció general depenen els següents òrgans:
- La Subdirecció General d'Ensenyament Militar.
- La Subdirecció General de Reclutament i Orientació Laboral.[2]

Abans estava format per la Subdirecció General de Reclutament, Ensenyament i Formació Militar i la Subdirecció General de Prestacions i Promoció Professional.

## Funcions
Les funcions de la Direcció general de Reclutament i Ensenyament Militar estan regulades en l'article 11 del Reial decret 998/2017:
- Planificar i coordinar l'ensenyament militar, d'acord amb el que estableix la Llei 39/2007, de 19 de novembre, referent a l'ensenyament de formació i de perfeccionament i aquells cursos específics militars que tinguin el caràcter d'alts estudis de la defensa nacional.
- Supervisar el funcionament del sistema de centres universitaris de la defensa i impulsar les relacions i acords amb les diferents administracions, universitats i entitats privades.[4]
- Elaborar i proposar les directrius generals dels plans d'estudis per a l'ensenyament de formació del personal militar, així com coordinar la seva redacció i la dels plans de formació dels reservistes.
- Proposar i coordinar l'estructura docent de les Forces Armades, així com el règim general dels seus centres, de l'alumnat i del professorat.
- Planificar i coordinar, en l'aspecte funcional, el Sistema Integrat d'Ensenyament Virtual, així com elaborar i coordinar el sistema d'avaluació de la qualitat de l'ensenyament.
- Gestionar els ensenyaments del personal dels cossos comuns, les de caràcter comú i el funcionament dels centres docents dependents d'aquesta direcció general.
- Elaborar, en coordinació amb la Direcció general de Política de Defensa, els programes de cooperació internacional en matèria d'ensenyament i dirigir la seva execució.
- Planificar i coordinar les funcions de captació i selecció del personal militar i dels reservistes voluntaris, així com la seva incorporació als centres de formació.
- Elaborar, proposar i coordinar els plans de sortides professionals del personal de les Forces Armades.
- Dirigir i donar suport a la gestió dels reservistes voluntaris.

## Titulars
- Amparo Valcerce García (2018-)[5]
- Jerónimo de Gregorio y Monmeneu (2017-2018)[6]
- Juan Antonio Álvarez Jiménez (2012-2017)
- Javier García Fernández (2008-2012)
- Martín Alberto Barciela Rodríguez (2006-2008)
- Santos Castro Fernández (2004-2006)
- Gregorio López Iraola (2000-2004)
- Jesús María Pérez Esteban (1997-2000)
- Laureano García Hernández (1996-1997)

L'actual titular de la Direcció general de Reclutament i Ensenyament Militar és el general de Divisió del Cos General de l'Exèrcit de Terra, Jerónimo de Gregorio y Monmeneu, des del mes de març de 2017.